# Daniel Freedman
Daniel Z. Freedman (Hartford, 5 marzo 1939) è un fisico statunitense.
Freedman ottenne un B.A. alla Wesleyan University e un Ph.D. all'Università del Wisconsin-Madison. In seguitò insegnò matematica per diversi anni alla Stony Brook University di New York. Dal 1980 insegna al Massachusetts Institute of Technology (MIT), fino al 2000 come professore di matematica applicata e dal 2001 anche come professore associato di fisica teorica.   
Freedman è noto per aver scoperto nel 1976, assieme a Sergio Ferrara e Peter van Nieuwenhuizen, la supergravità, un'estensione della teoria della relatività generale di Einstein che incorpora l'idea, allora nuova, della supersimmetria. Negli anni a seguire questa nuova teoria gravitazionale ha trovato importanti applicazioni in vari settori avanzati della fisica, per es. nello sviluppo del modello Standard e nella teoria delle superstringhe. Per questo risultato Freedman, Ferrara e van Nieuwenhuizen hanno ricevuto nel 1993 il Premio Dirac, il Premio Heineman per la fisica matematica e la medaglia E. Majorana nel 2016.
Oltre ad insegnare matematica e fisica al MIT, Freedman è impegnato in ricerche sulla teoria quantistica dei campi, sulla gravità quantistica e sulla teoria delle superstringhe, con particolare riguardo alla supersimmetria. Recentemente il suo interesse si è rivolto verso la corrispondenza AdS/CFT, nella quale i risultati di alcune teorie di gauge quadridimensionali possono essere ottenuti tramite la supergravità in cinque dimensioni. 